# Bubopsis eatoni
Bubopsis eatoni là một loài côn trùng trong họ Ascalaphidae thuộc bộ Neuroptera. Loài này được McLachlan miêu tả năm 1898.